# M. E. Carn
Merrick Ezra „M. E.“ Carn (* 11. August 1808; † 13. Januar 1862 in Walterboro, South Carolina) war ein US-amerikanischer Politiker. Zwischen 1858 und 1860 war er Vizegouverneur des Bundesstaates South Carolina.

## Werdegang
M. E. Carn absolvierte das South Carolina College, die spätere University of South Carolina. Nach einem anschließenden Jurastudium und seiner Zulassung als Rechtsanwalt begann er in diesem Beruf zu arbeiten. Außerdem war er als Pflanzer tätig. Gleichzeitig schlug er als Mitglied der Demokratischen Partei eine politische Laufbahn ein. Dabei lebte er in Walterboro im Colleton County. Er bekleidete verschiedene lokale und staatsweite Ämter. Zwischenzeitlich war er Bürgermeister seiner Heimatgemeinde und Staatsanwalt. Er saß im Repräsentantenhaus von South Carolina und im Staatssenat.
1858 wurde Carn von der South Carolina General Assembly an der Seite von William Henry Gist zum Vizegouverneur seines Staates gewählt. Dieses Amt bekleidete er zwischen dem 10. Dezember 1858 und dem 14. Dezember 1860. Dabei war er Stellvertreter des Gouverneurs. Diese Zeit war von den Ereignissen um einen möglichen Austritt seines Staates aus der Union geprägt. Wenige Tage nach dem Ende seiner Zeit als Vizegouverneur war Carn einer der Unterzeichner der entsprechenden Austrittserklärung. Er war ein überzeugter Anhänger des Südens und nahm an mehreren Versammlungen zur weiteren Gestaltung seines Staates teil. M. E. Carn starb am 13. Januar 1862 in Waterboro.